# بلووم القابضة
بلووم القابضة هي شركة تطوير عقاري تابعة لمجموعة الوطنية القابضة، تأسست في عام 2008 ومقرها أبوظبي، الإمارات العربية المتحدة. تزاول الشركة نشاطها عبر أربعة قطاعات رئيسية وهي العقارات والتعليم والخدمات والضيافة. وتندرج تحت بلووم القابضة كشركات تابعة كل من بلووم العقارية، بلووم للتعليم، بلووم للضيافة، بلووم لإدارة المرافق (بي إف إم)، وبلووم لاند سكيب.

## المشاريع
في أبريل 2015، أثناء معرض سيتي سكيب أبو ظبي، أطلقت بلووم القابضة مشروع بارك فيو، وهو مبنى سكني وفندقي يتكون من 234 وحدة ويقع في في جزيرة السعديات. في عام 2016، بدأت الشركة في تطوير مشروع سوهو سكوير، وهو مبنى مكون من 10 طوابق يقع بجوار حرم جامعة نيويورك أبوظبي في جزيرة السعديات.
في عام 2022، أطلقت بلووم القابضة مشروع بلووم ليفينج ويعد مجمع سكني متكامل ومتعدد الإستخدامات يقع في أبوظبي، تبلغ قيمته 9 مليار درهم إماراتي. يمتد بلووم ليفينج على مساحة 2.2 مليون متر مربع، ويضم أكثر من 4,500 وحدة سكنية متنوعة ما بين الفلل ومنازل تاون هاوس والشقق ويقام بالقرب من مطار زايد الدولي. تم إطلاق ست مراحل من المشروع حتى الآن وهي: قرطبة، توليدو، كاساريس، جرانادا، سيفيل، وأولفيرا.
تضم محفظة بلووم في قطاع الضيافة العديد من الغرف والشقق الفندقية ضمن كل من فندق إديشن أبوظبي وفندق ماريوت داون تاون أبوظبي وبلووم أرجان من روتانا بأبوظبي (تحت الإنشاء). وفي مجال التعليم، تضم محفظة بلووم القابضة أكثر من 21 ألف طالب عبر 18 مدرسة وحضانة واحدة بما في ذلك ثلاث مدارس برايتون كوليدج في أبوظبي والعين ودبي، ومدارس شراكات تعليمية تابعة لدائرة التعليم والمعرفة، ومدارس "أجيال"، ومدرسة البكالوريا الدولية "بلووم وورلد أكاديمي"، وحضانات بلووم في مشروع حدائق بلووم، ومدرستين دوليتين سيتم افتتاحهما في بلووم ليفينج.

### مشاريع خارج دولة الإمارات
في مايو 2016، أعلنت بلووم القابضة عن مشروع ساوث برودواي في وسط مدينة روتشستر بولاية مينيسوتا، والذي يوفر للشركات فرصاً لتأجير العقارات التجارية والمكاتب على مساحة متاحة تصل إلى 20,000 قدم مربع.
في عام 2022، دخلت شركة بلووم القابضة في مشروع مشترك مع مؤسسة نيو إيرا إديوكيشن، وشركة الجيزة الجديدة للتنمية والتطوير العقاري لإطلاق مدرسة أوبينغهام القاهرة، وهي مدرسة دولية مختلطة K-12 تقع في نيو جيزة، غرب القاهرة.
في عام 2024، أعلنت شركة بلووم القابضة وشركة ليد للتطوير العقاري عن ابرام اتفاقية شراكة استراتيجية مع شركة مابيل العقارية التابعة لمابيل كابيتال في إسبانيا، لتطوير مشروع "مابيل ماربيا ريزدنسز" وهو مشروع سكني جديد على مساحة تزيد عن 100,000 متر مربع في منطقة جولدن مايل بمدينة ماربيا الإسبانية.

## وصلات خارجية
- الموقع الرسمي